# Payson (Illinois)
Pour les articles homonymes, voir Payson.
Payson est un village du comté d'Adams dans l'Illinois, aux États-Unis,. Fondé au printemps 1835, le village est incorporé le 29 juin 1903.

## Démographie
Lors du recensement de 2010, le village comptait une population de 1 026 habitants. Elle est estimée, en 2016, à 1 004 habitants.

## Personnalités de Payson
- Mary Frances Leach, chimiste américaine.
- Ralph Works (en), joueur de baseball.

## Source de la traduction
- (en) Cet article est partiellement ou en totalité issu de l’article de Wikipédia en anglais intitulé « Payson, Illinois » (voir la liste des auteurs).